# Відрікеська сільська рада
Ві́дрікеська сільська рада (ест. Vidrike külanõukogu, рос. Видрикеский сельский совет) — сільська рада в Естонській РСР, адміністративно-територіальна одиниця в складі повіту Тартумаа (1945—1950) та Отепяського району (1950—1954).

## Населені пункти
Сільській раді підпорядковувалися села: Відріке (Vidrike), Оямяе (Ojamäe), Карутоотсі (Karutootsi), Оріку (Oriku), Тиутсі (Tõutsi), Колью (Kolju), Кассіратта (Kassiratta), Ілм'ярве (Ilmjärve).

## Історія
13 вересня 1945 року на території волості Пюгаярве в Тартуському повіті утворена Відрікеська сільська рада з центром у селі Відріке. Головою сільської ради обраний Йоганнес Цуппінг (Johannes Zupping), секретарем — Гельві Карро (Helvi Karro).
26 вересня 1950 року, після скасування в Естонській РСР повітового та волосного поділу, сільська рада ввійшла до складу новоутвореного Отепяського сільського району.
17 червня 1954 року в процесі укрупнення сільських рад Естонської РСР Відрікеська сільська рада ліквідована. Її територія склала східну частину Пюгаярвеської сільської ради.